# غورغيت ريد
غورغيت ريد هي منافسة ألعاب القوى كندية، ولدت في 26 يناير 1967 في ريجاينا في كندا.

## وصلات خارجية
- غورغيت ريد على موقع الاتحاد الدولي لألعاب القوى (الإنجليزية)
- غورغيت ريد على موقع الاتحاد الكندي لألعاب القوى (الإنجليزية)
- غورغيت ريد على موقع اللجنة الأولمبية الدولية (الإنجليزية)
- غورغيت ريد على موقع أوليمبيديا (الإنجليزية)
- غورغيت ريد على موقع اللجنة الأولمبية الكندية (الإنجليزية)
- غورغيت ريد على موقع اتحاد ألعاب الكومنولث (مؤرشف) (الإنجليزية)